# Andrias Petersen
Andrias Petersen (født 8. juni 1947 i Oyndarfjørður, død 10. februar 2019) var en færøsk læge og politiker (JF).
Han tog medicinsk embedseksamen fra Københavns Universitet i 1977 og speciallægeuddannelse indenfor almen medicin i Sverige 1980–1984. Han var kommunelæge i Gøtu kommuna og Leirvíkar kommuna 1985–2009, og er kommunelæge i Eysturkommuna fra 2009.
Petersen var kommunalbestyrelsesmedlem i Gøtu kommuna 1993–2004, social- og sundhedsminister i Edmund Joensens første regering 1994–96 og valgt til Lagtinget fra Eysturoy 2002–2008. Petersen mødte endvidere fast i Lagtinget som suppleant or Jóannes Eidesgaard 2008–11.